# Ocrepeira herrera
Ocrepeira herrera är en spindelart som beskrevs av Claude Lévi 1993. Ocrepeira herrera ingår i släktet Ocrepeira och familjen hjulspindlar. Inga underarter finns listade i Catalogue of Life.